# The Sidewinder Sleeps Tonite
«The Sidewinder Sleeps Tonite» es una canción y un sencillo del grupo estadounidense R.E.M. publicado en su álbum Automatic for the People de 1992. Tanto el título cómo la música están influenciadas por la canción The Lion Sleeps Tonight, que aparece en la cara B del sencillo.
La canción fue lanzada como sencillo en 1993 y llegó al número 17 en las listas del Reino Unido. 
En la canción se repite la frase "Call me when you try to wake her (up)" , que llega a ser utilizada unas 32 veces.
En el álbum recopilatorio In Time: The Best of R.E.M. 1988-2003 se incluye la canción. Es uno de los cuatro sencillos de Automatic for the People que aparecen en este disco.

## Lista de canciones
Todas ellas escritas por Bill Berry, Peter Buck, Mike Mills y Michael Stipe excepto las indicadas.

### US CD sencillo
1. «The Sidewinder Sleeps Tonite» – 4:06
2. «The Lion Sleeps Tonight» (Solomon Linda, Luigi Creatore, Hugo Peretti, George Weiss) – 2:41

### UK "Collector's Edition CD sencillo 1
1. «The Sidewinder Sleeps Tonite» – 4:06
2. «The Lion Sleeps Tonight» (Linda, Creatore, Peretti, Weiss) – 2:41
3. «Fretless»1 – 4:51

### UK "Collector's Edition" CD sencillo 2
1. «The Sidewinder Sleeps Tonite» – 4:06
2. «Organ Song» – 3:25
3. «Star Me Kitten» (demo) – 3:05

### DE CD Maxi-sencillo
1. «The Sidewinder Sleeps Tonite» – 4:06
2. «The Lion Sleeps Tonight» (Linda, Creatore, Peretti, Weiss) – 2:41
3. «Fretless»2 – 4:51
4. «Organ Song» – 3:25

### UK and DE 7" y Casete sencillo
1. «The Sidewinder Sleeps Tonite» – 4:06
2. «Get Up» – -:--

## Miembros
- Bill Berry
- Peter Buck
- Mike Mills
- Michael Stipe

- Datos: Q1419733